# Сторонський Василь Миронович
Василь Миронович Сторонський (нар. 17 листопада 1949, Ясениця-Сільна, Дрогобиччина) — український педагог, композитор і поет.

## Життєпис
Здобував музичну освіту в Бориславській музичній школі, згодом у Самбірському культосвітньому технікумі (пізніше культосвітнє училище, училище культури). Закінчив підготовчі курси Івано-Франківського педінституту і чотири роки навчався на музично-педагогічному факультеті Дрогобицького педагогічного інституту.
Працював завклубом у селі Жупани на Сколівщині, служив у армії, потім працював художнім керівником на Бориславській взуттєвій фабриці.
28 років працював у Дрогобицькому Палаці школярів, де заснував і керував вокально-інструментальним ансамблем «Гренада» (тепер «Молоді Галичани»).
Працював у Львівському академічному обласному музично-драматичному театрі імені Юрія Дрогобича.
Тепер — на творчій роботі.

## Творчість
Основні книги:
1. «Калинова повінь» — пісні (1996),
2. «Два крила» — вірші, у співавторстві з О. Стронським (2002),
3. «Чекаю Тебе» — вірші (2004),
4. «Віночок з квітів» — пісні на слова В. Смереки (2007),
5. «Крила» — збірка пісень для дітей на слова Й.Фиштика (2007),
6. «Берег Любові» — пісні у співпраці з А. Грущаком (2007),
7. «Іду до Тебе» — поезії (2007),
8. «Дует нев'янучих сердець» — збірка пісень у співавторстві з В.Умновим (2008),
9. «Я весь перед Тобою» — поезії (2008),
10. «Лебеді кохання» — збірка пісень у співавторстві з В. Романюком (2008),
11. «Тебе боготворю» — поезії (2009)
12. "Співають «Молоді Галичани» (2009),
13. «Другий поверх. Балкон» — поезії (2012),
14. «Моє небо» — вибрані поезії (2013),
15. збірки пісень на слова Анатолія Власюка «Поховайте мене в вишиванці» (2013) і «Сивий туман» (2014),
16. збірки пісень на слова Олени Пекар «Про дівчинку Оленку» (2013) та «У цвітінні сакури» (2014),
17. фотозбірник «Незабутні миттєвості» (2013),
18. збірка пісень на слова Тетяни Хоменко «Тремтлива струна» (2014),
19. збірка віршів «Записано зі слів Василя Сторонського» (2014),
20. збірки пісень на слова Ярослави Сторонської «Мить життя» (2013) і «У нас весло одне» (2014),
21. збірка пісень на слова Івана Хланти «У Копашнові на згірку» (2014).
22. збірка пісень на слова Тетяни Череп-Пероганич «Я твоя». — Дрогобич: По́світ, 2014. — 16 с. ISMN 979-0-707513-61-3[3]
23. збірка пісень на слова Тетяни Череп-Пероганич «Ріка кохання». — Дрогобич: По́світ, 2014. — 24 с.

Періодично друкується в альманасі «Гомін Підгір'я». Мають успіх у глядачів театру дитячі казки В. Сторонського «Недоторка», «Світлофор-Моргайко», «Чарівниця Акварина» (музичне оформлення).
Разом із С. Гейшевим видали дитячі музичні казки «Таємниця планети Шкереберть», «Новорічні пригоди Солом'яного Бичка», «Подарунок мамі», «Золота бартка».
Автор гімну Стебника. Автор музики до понад 500 пісень.

## Родина
Батько — сільський музика, грав на весіллях, був засновником сільських хорового та драматичного гуртків, згодом працював завклубом. Мати знала багато народних пісень, легенд, переказів. Серед односельців родина мала великий авторитет.
За спогадами Василя Сторонського, його рід має давнє польське коріння. Ще прадід Василь писався Стронським. Закохавшися в українку, змінив прізвище зі «Стронський» на «Сторонський», таким чином «українізував» себе й своїх нащадків — мене в тім числі, зблизивши до українства.